# Viktor Berg
Pour les articles homonymes, voir Berg.
Viktor Berg, né le 8 octobre 1977 à Edmonton, est un joueur professionnel de squash représentant le Canada. Il atteint le 44e rang mondial en juin 2003, son meilleur classement.

## Biographie
Il est médaille d'or par équipes aux Jeux panaméricains de 2003.
Il est finaliste des championnats du Canada en 2004 face à Graham Ryding.

## Palmarès

### Finales
- Championnats du Canada : 2004